# Spoorlijn Le Havre-Graville - Tourville-les-Ifs
De Spoorlijn Le Havre-Graville - Tourville-les-Ifs was een Franse spoorlijn van Le Havre naar Tourville-les-Ifs. De lijn was 32,7 km lang en had als lijnnummer 361 000. De SNCF stopte 1 september 2024 met de bediening van de spoorlijn. De lijn had als bijnaam Lézard'Express Régionale (LER). 

## Geschiedenis
De lijn werd in gedeeltes geopend door de Compagnie des chemins de fer de l'Ouest, van Le Havre-Graville naar Montivilliers op 1 oktober 1878, van Montivilliers naar Rolleville op 14 augustus 1896 en van Rolleville naar Tourville-les-Ifs op 24 december 1896. Het personenvervoer tussen Rolleville en Tourville-les-Ifs werd opgeheven op 10 oktober 1938 en op 6 oktober 1940 weer hervat. Op 6 april 1970 werd het personenvervoer op dit gedeelte definitief gestaakt, tegelijk werd de lijn tussen Rolleville en Criquetot-l'Esneval ook het goederenvervoer opgeheven. Tot 30 september 1987 vond er nog goederenvervoer plaats tussen Criquetot-l'Esneval en Tourville-les-Ifs, daarna werd ook dit gedeelte gesloten.

## Aansluitingen
In de volgende plaatsen is of was er een aansluiting op de volgende spoorlijnen:
Le Havre-Graville
RFN 340 000, spoorlijn tussen Paris-Saint-Lazare en Le Havre
Les Ifs
RFN 359 000, spoorlijn tussen Bréauté-Beuzeville en Fécamp
RFN 360 000, spoorlijn tussen Les Ifs en Étretat

## Galerij

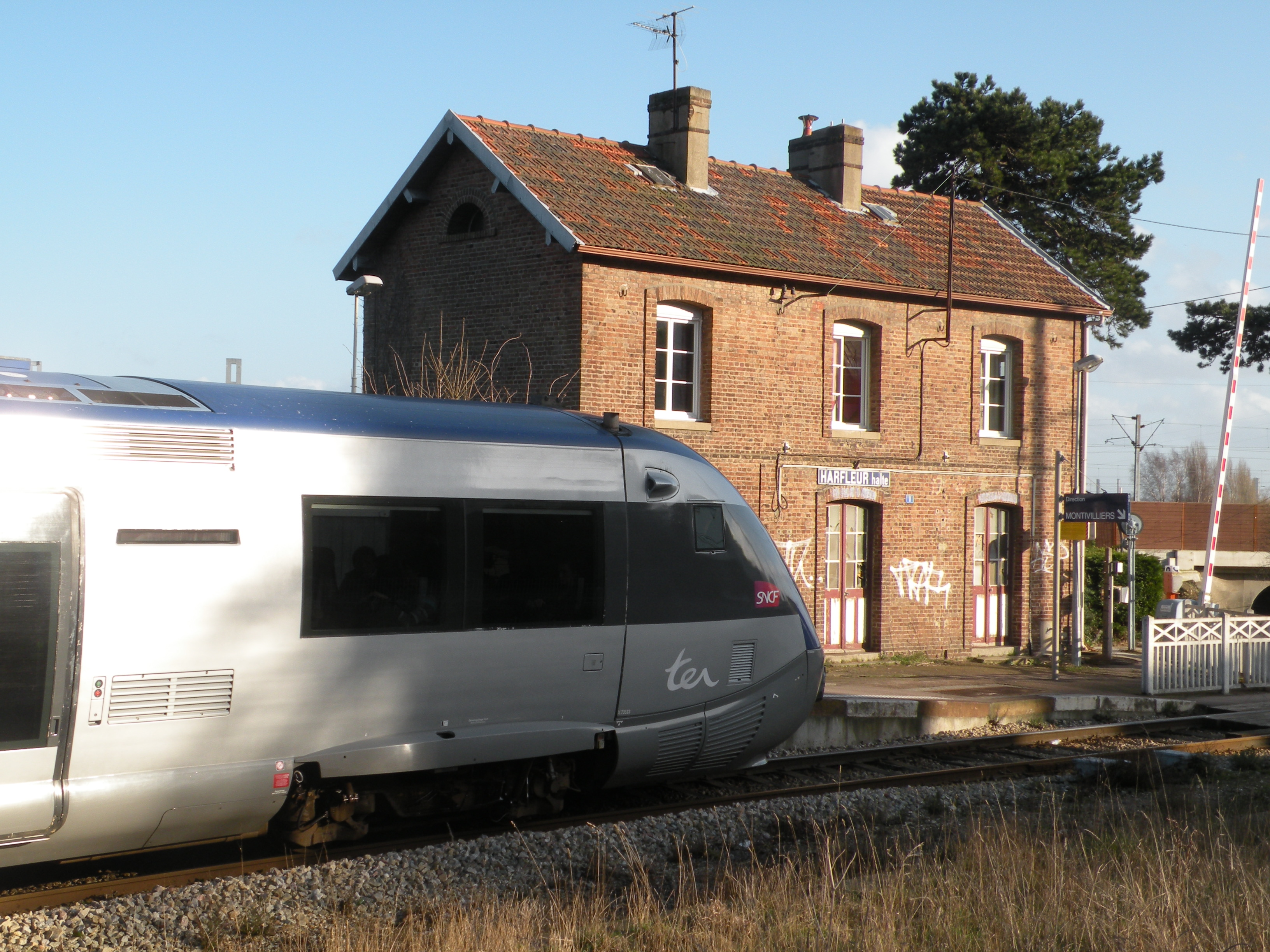
Harfleur-Halte in 2010
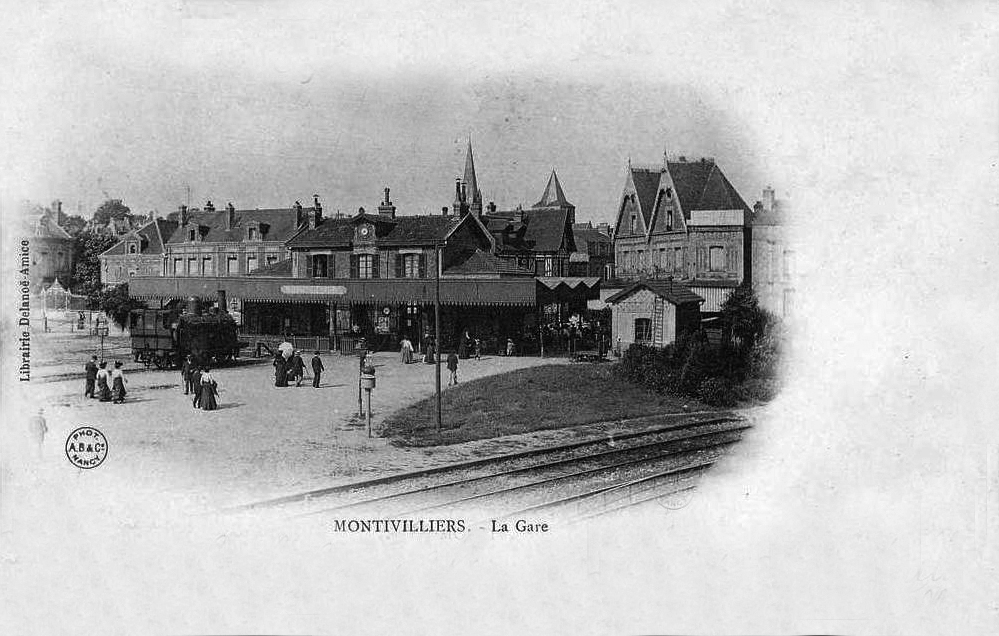
Station Montivilliers rond 1900
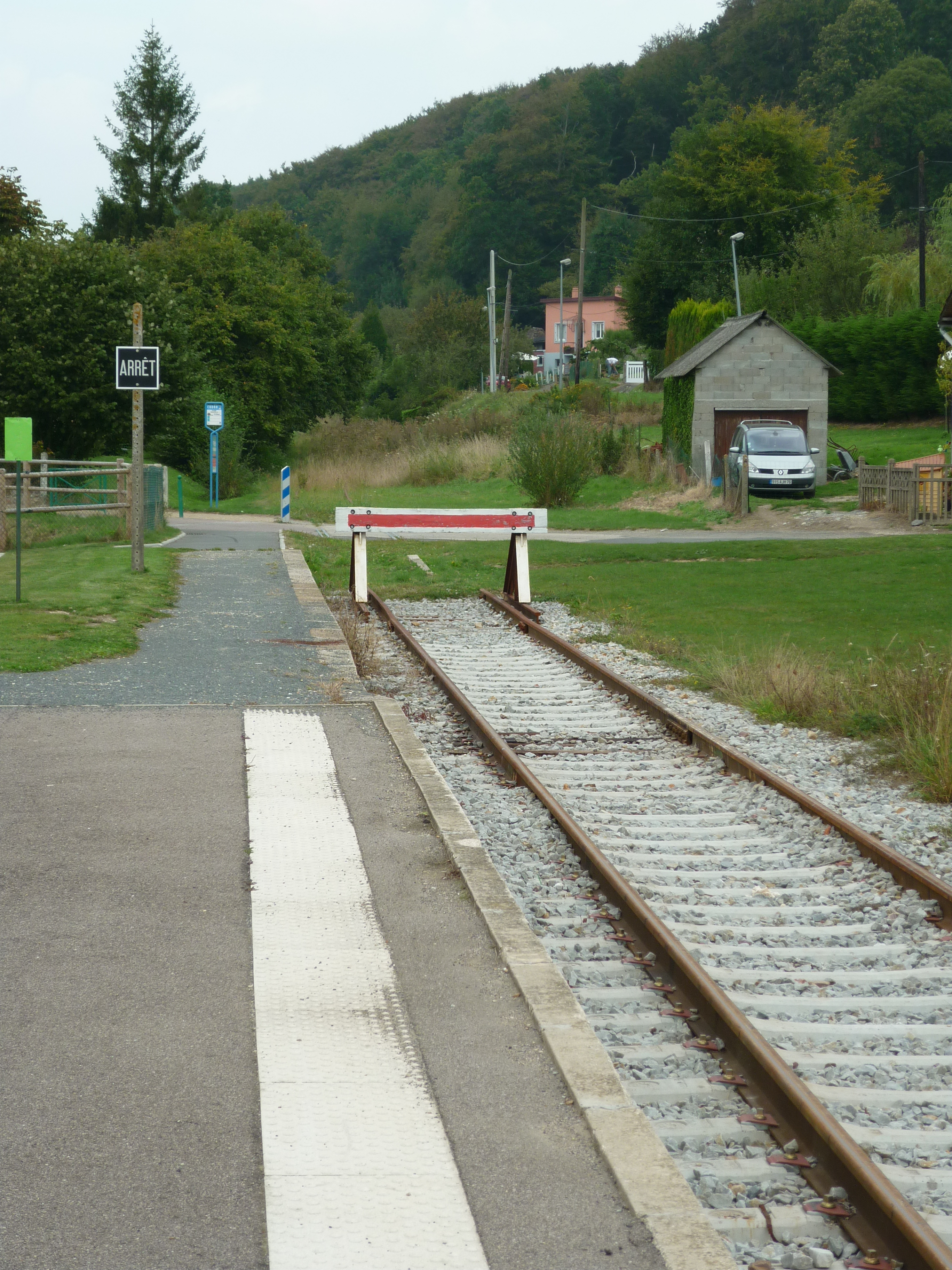
Eindpunt tot 2024 in Rolleville